# Франсеск Хавиер Булто
Франсеск Булто Хавиер Маркес (роден в Барселона на 17 май 1912 г., починал в Барселона на 3 август 1998), известен Пако Булто – каталонски бизнесмен, основател на Montesa Honda (с Peter Permanyer) и Bultaco. Той е роден в семейството на каталунската буржоазията, което се занимава предимно с текстил. Той е известен като един мотоциклет инженер и дизайнер.
Неговата компания прави леки мотори с двутактови двигатели, които надминаха британски тежки мотори с четиритактови двигатели. Булто дойде с известната си мото „на пазара се случва за карирания флаг“ и напуска компанията. Заедно с някои бивши колеги, той започва своята собствена компания, наречена Bultaco. Първият модел, Bultaco Tralla 101, дойде на пазара през 1959 година. Велосипедите са направени на Булто семейната ферма, и децата му са работили успешно тест-пилот за всички прототипи.
- Montesa A-45 98cc (1945)
- Bultaco Tralla 101 125cc (1959)